# Asociación de Muchachas Guías de Panamá
La Asociación de Muchachas Guías de Panamá (AMGP, tradotto Associazione Ragazze Guide di Panamá) è  l'associazione del guidismo in Panama e conta 751 membri. Il guidismo in Guyana fu fondato nel 1950 e l'organizzazione divenne un membro effettivo del WAGGGS nel 1952.
Nell'emblema dell'associazione è rappresentata la mappa di Panamá.